# Crossing Hennessy
Crossing Hennessy (chino: 月滿軒尼詩, Pinyin: Yuè Mǎn Xuānníshī) es el título de una película hongkonesa de género romántico dirigida por Ivy Ho, estrenada el 1 de abril de 2010. Se rodó de marzo a mayo de 2009, y las estrellas Jacky Cheung y Tang Wei. Se trata de un remake de Crossing Delancey (1988).
Es una vuelta al cine tanto para Cheung, que no ha aparecido en una película desde hace varios años, y para Tang, que fue prohibido de actuar en República Popular China después de aparecer en película 2007 Lujuria y traición dirigida por Ang Lee. Es la segunda película dirigida por Ho (que comenzó su carrera como guionista). Otros actores en la película incluyen Danny Lee Sau-Yin, Paw Hee-Ching, Maggie Cheung Ho-Yee, y Andy On.
La historia se desarrolla principalmente en torno al Hennessy Road, en distritos Causeway Bay y Wan Chai de Isla de Hong Kong.
En mayo de 2009 se anunció que la película iba a ser exhibida en el Festival de Cannes. También se mostrarán en el Festival Internacional de Cine de Hong Kong año 2010 junto a "Like a Dream" por Clara Law, como un puntapié inicial para el evento de apertura.

## Actores
- Jacky Cheung ... Loy
- Tang Wei ... Oi-Lin
- Ekin Cheng
- Maggie Cheung Ho-Yee ... Man-Yu
- Wai Lam
- Danny Lee Sau-Yin ... Tío Ching
- Lowell Lo ... Señor Chiang
- Andy On ... Xu
- Paw Hee-Ching ... Señora Chiang
- Gill Mohindepaul Singh
- Maggie Siu
- Chu Mi-Mi